# Sindang-dong
Sindang-dong là một dong, phường của Jung-gu ở Seoul, Hàn Quốc.

## Điểm thu hút
Phường nằm gần Ga Sindang và lối thoát số 8. Đây là khu vực mua sắm nổi tiếng với nhiều loại thức ăn, và chuyên về các món ăn nhẹ như Ddeokbokki. Nó còn được biết đến như Thị trấn Ddeokbokki.

## Vận chuyển
- Ga Sindang của  và
- Ga Cheonggu của  và

## Liên kết
- (tiếng Anh) Trang chính thức Jung-gu Lưu trữ ngày 18 tháng 1 năm 2006 tại Wayback Machine
- (tiếng Hàn) Trang chính thức Jung-gu[liên kết hỏng]
- (tiếng Hàn) Hướng dẫn du lịch Jung-gu từ trang chính thức Lưu trữ ngày 31 tháng 8 năm 2011 tại Wayback Machine
- (tiếng Hàn) Tình trạng của Jung-gu Lưu trữ ngày 5 tháng 12 năm 2012 tại archive.today
- (tiếng Hàn) Văn phòng dân cư và bản đồ của Jung-gu Lưu trữ ngày 5 tháng 12 năm 2012 tại archive.today
- (tiếng Hàn) Trang văn phòng dân cư Sindang 1-dong Lưu trữ ngày 16 tháng 12 năm 2013 tại Wayback Machine